# The Song of Mystery
Chapter 5: The Song of Mystery (Capítulo 5: La Canción Misteriosa en América Latina, y La canción del misterio en España), es el quinto episodio de la primera temporada de la serie de televisión animada Scooby-Doo! Misterios, S. A..
El guion principal fue elaborado por Paul Rugg y Curt Geda estuvo a cargo de la dirección. El episodio fue producido por la compañía Warner Bros. Animation, a manera de secuela de la serie original de Hanna-Barbera Productions, Scooby-Doo ¿dónde estás? (1969).
Se estrenó oficialmente en los Estados Unidos el 9 de agosto de 2010 por Cartoon Network. En Hispanoamérica y Brasil, el episodio se estrenó oficialmente el 3 de abril de 2011 a las 17:00 a través de Cartoon Network.

## Argumento
Daphne trabaja como niñera cuidando a Arthur, un niño que disfruta de su programa de televisión animado favorito con Broccoli head como protagonista. Daphne manda a Arthur a la cama, mas al poco tiempo, en la calle, una figura espectral toca una melodía mítica con una flauta de pan, que tiene un efecto en el pequeño Arthur. Daphne también la oye, pero al tratar de investigar, es atacada por Arthur, quien se ha convertido en un espantoso monstruo, que persigue a Daphne por toda la casa hasta que consigue expulsarla de su hogar. Desesperada, Daphne mira a su alrededor, pero la figura ha desaparecido.

Al día siguiente, camino a la escuela, Daphne les cuenta sobre este evento a sus amigos, quienes se sorprenden con la noticia. Shaggy había empezado a usar una muletilla en algunas de sus frases, que consistía en decir la palabra «este», muy común en la gente de Habla Hispana. Vilma, dispuesta a eliminar toda cualidad de inseguridad sobre Shaggy y hacer así que su mejor amigo y actual novio sea una mejor persona, trata de persuadirlo de dejar de usar esta palabra con cada descuido suyo. Fred le revela a Daphne que tiene problemas en la materia de civismo, y ella se ofrece como su tutora, entusiasmada por tener una oportunidad de estar con Fred y demostrarle sus sentimientos por él. Pero el muchacho le explica que su padre ya le ha conseguido una maestra que lo está esperando a la hora del almuerzo. A petición de Daphne, el grupo decide detenerse en la casa de la familia Baywosenthal para visitar a Arthur, descubriendo que los padres del niño han tomado la decisión de alejarse de su propio hijo y someterlo a una cuarentena creada por el Sheriff Stone y el alcalde Jones. Los chicos también descubren que Arthur no es el único niño afectado en Gruta de Cristal, ya que más padres comienzan a unirse a la causa. Fred y la pandilla se disponen a resolver el misterio de los niños, pero el padre de Fred se los prohíbe y ordena que la policía los escolte hasta la secundaria.

En la escuela, a la hora del almuerzo, viendo que Shaggy no puede deshacerse de su muletilla, Vilma decide ayudarle dándole una liguita para que la use cada vez que diga la palabra «este». Además, le da a elegir unos pantalones para darle una nueva imagen, aunque Shaggy no está seguro de que sea una buena idea. Mientras tanto, Daphne y Fred se encuentran con la maestra de Fred: Mary Ann Geerdon, una chica de baja estatura y con cierto tipo de problemas con el habla, aunque muy inteligente y con un coeficiente de nivel universitario. Ella diseñó su propio sistema de gobierno para gruta de cristal y quiso postularse para concejal, pero el alcalde rechazó sus ideas por ser menor de edad. Una vez que Fred y Mary se van, Daphne accidentalmente tropieza con el doctor Luis de Portillo, el nuevo profesor de intercambio, quien deja caer algunas cosas en el accidente. El hombre, algo agresivo y paranoico, se aleja de Daphne, dejando atrás un libro con la ilustración de un monstruo con características mayas.

Esa misma noche, al toque de una flauta de pan, más niños comienzan a ser transformados por la misma criatura. A la mañana siguiente, Misterio a la Orden ven con disgusto como el Sheriff, en colaboración con los padres de Vilma, han hecho del barrio en cuarentena una nueva atracción turística. Cuando la señora Dinkley le da a su hija una camiseta de mercadotecnia con la ilustración de un monstruo, Daphne inmediatamente reconoce a la criatura como la que vio en el libro del doctor Portillo. Por consejo de Daphne, los chicos allanan la oficina del doctor, descubriendo una flauta de pan como la que emplea el monstruo. El doctor Portillo los encuentra en su oficina y de nuevo los trata de manera agresiva, negándose a ser la criatura, sin que nadie lo hubiese acusado de nada. Recobrando la compostura, el profesor les explica que el monstruo que ronda por las calles es una criatura mitológica llamada «Qué Horrífico», quien según la leyenda, era un hombre normal de día quien al anochecer se convertía en Qué Horrífico y rondaba las aldeas interpretando una canción misteriosa en su flauta de pan, convirtiendo a los niños en monstruos malignos, los cuales le sirven como esclavos.

Dado al extraño comportamiento del doctor Portillo, los chicos lo siguen hasta su casa esperando comprobar si él es el monstruo, pero son descubiertos por el hombre, quien finalmente admite que es posible que se convierta en Qué horrífico al anochecer. El grupo decide encadenar a Portillo a su sofá y esperar cualquier transformación, pero rápidamente cambian sus sospechas al ver a Qué Horrífico en la calle convirtiendo a más niños en sus esclavos.

Con Portillo fuera de la lista de sospechosos, y viendo que el pueblo se está quedando vacío, Misterio a la Orden se hace pasar por una familia con el fin de actuar como carnada para atraer a Qué horrífico a una de las trampas de Fred. Daphne y Fred son los padres, Shaggy y Scooby los niños y Vilma su abuelita. Qué Horrífico cae en la trampa, pero manda a sus niños monstruosos a atrapar a la pandilla. Los chicos tratan de resistir al ataque de los endemoniados niños, pero son superados en número. Justo cuando parecen estar acorralados y sin salida, Fred enciende accidentalmente la televisión mientras transmiten el programa de Broccoli Head, para el deleite de los niños que se sientan a ver la caricatura y se quitan sus pelucas y colmillos falsos, que resultan ser meros disfraces. Molesta por el fracaso de sus esclavos, Qué Horrífico decide escapar, pero es recapturada en el preciso instante que llegan el Sheriff Stone y el alcalde. El monstruo resulta ser Mary Ann Geerdon, la tutora de Freddy, quien confiesa que su plan era alejar a todos los adultos de Gruta de Cristal, resucitando el viejo mito del monstruo Qué Horrífico con ayuda de los niños (a quienes sobornó ofreciéndoles dulces) para disfrazarse y actuar como monstruos, con una señal que era la canción misteriosa que la criatura tocaba con su flauta. Dicho plan se efectuó con el único propósito de valer su propia jerarquía sobre Gruta de Cristal sin adultos que se entrometieran, y así probarles a todos su inteligencia.

Mary es arrestada pese a ser solo una niña (por haberle hecho perder al pueblo millones de dólares en mercancía de Qué Horrífico) y el grupo decide celebrar su triunfo comiendo pizza con Angel Dynamita en su estudio. Al estudio llega el doctor Portillo, queriendo agradecerle a la pandilla por resolver el misterio con un concierto de flauta de pan. Todos comienzan a bailar al son de la canción, y es entonces cuando Shaggy le explica a Vilma que se quedará con sus pantalones de siempre, ya que le son más cómodos. Ella le sonríe con alegría y ambos salen a bailar juntos, como lo hicieran en la serie original.